# 1625 en science
| Années de la science : 1622 - 1623 - 1624 - 1625 - 1626 - 1627 - 1628    |
| Décennies de la science : 1590 - 1600 - 1610 - 1620 - 1630 - 1640 - 1650 |

Cet article présente les faits marquants de l'année 1625 en science.

## Événements
- 16 octobre : l'Inquisition espagnole condamne les 24 propositions du chimiste Jean-Baptiste Van Helmont parues à Cologne en 1623 et dénoncées par l'Université de Louvain[1].

- l'Allemand Johann Rudolf Glauber découvre le sulfate de sodium[2].

## Publications
- Nicolas Ager : Disputatio de Zoophytis, 1625 ;
- Metius : Problema astronomica, Leyde, 1625.

## Naissances

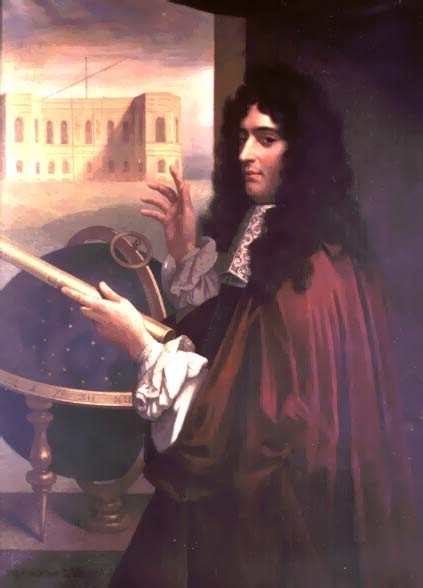
Giovanni Cassini

- 25 mars : John Collins (mort en 1683), mathématicien anglais.
- 8 juin : Giovanni Cassini (mort en 1712), astronome italien.
- 13 août : Rasmus Bartholin (mort en 1698), médecin danois qui étudia la biréfringence du spath d'Islande.
- 24 septembre : Johan de Witt (mort en 1672), grand-pensionnaire de Hollande (Provinces-Unies) de 1653 à 1672 et mathématicien.
- 19 octobre : Pierre Nicole (mort en 1695), théologien et logicien français.
- 16 décembre : Erhard Weigel (mort en 1699), mathématicien, astronome et philosophe allemand.

- Samuel Morland (mort en 1695), diplomate, espion, et mathématicien anglais.

## Décès
- 7 mars : Johann Bayer (né en 1572), magistrat et astronome allemand.
- 6 mai : George Bruce de Carnock (né en 1568), marchand et ingénieur écossais.